# Šuti (2013.)
Šuti je dugometražni hrvatski dramski film iz  2013. godine redatelja i scenarista Lukasa Nole. Koncipiran je kao portret stvarnog obiteljskog nasilja u Hrvatskoj i regiji. Premijera filma odvila se na filmskom festivalu u Puli gdje je osvojio pet Zlatnih arena u kategorijama Najbolja sporedna uloga, Najbolja maska, Najbolja glazba, Najbolja montaža, Najbolji ton te Najbolji glumački debitant. Iste godine krenuo je i u kino distribuciju, a gostovao je i na filmskim festivalima u Splitu, Mumbaiju, Torunu i Gironi te je osvojio i nagradu Oktavijan na Danima hrvatskog filma. Ideju i scenarij filma Nola je pripremao dugi niz godina, iscrpno surađujući s žrtvama obiteljskog nasilja, socijalnim radnicima te pravnicima kako bi sekvence u filmu bile prikazane što bliže stvarnosti. Uz miniseriju Čuvar dvorca to je njegov posljednji projekt snimljen za vrijeme njegova života (s iznimkom posthumozne distribucije njegovog dugometražnog filma Escort). 

## Radnja
Koristeći se tehnikom in medias res, film prikazuje život Bebe, mlade žene koju prati krug zle sreće. Odrastala je uz problematičnog brata, nasilnog oca koji umire u zatvoru u Lepoglavi te majku slabog zdravlja. Odrastajući upozna Mirka, delikventa iz popravnog doma koji joj uspije ukrasti srce te kojemu je privlači njegov revoltni odnos prema sustavu. Nakon duge veze ožene se, međutim, Mirko uskoro počne pokazivati svoju pravu prirodu, iskaljujući se na Bebi, njezinim prijateljicama te njihovoj kćeri. Sve što Beba želi je da njezina kćer ode iz takvog okruženja te postane sretna i voljena osoba. No je li to ikako moguće?

## Glumačka postava
- Tihana Lazović kao Beba (u tinejđerskoj i odrasloj dobi)
- Andrea Rogan kao Beba (u djetinjstvu)
- Živko Anočić kao Mirko
- Milan Pleština kao Bebin otac
- Lana Barić kao Bebina majka
- Bernard Tomić kao Bebin brat (u tinejđerskoj dobi)
- Karlo Maloča kao Bebin brat (u djetinjstvu)
- Ksenija Pajić kao Jelena
- Bojan Navojec kao Simić
- Enes Vejzović kao Paulić
- Ivo Gregurević kao Zenko
- Nika Mišković kao Ines
- Filip Detelić kao Damir
- Marko Hergešić kao Marjan
- Mila Sopta kao Laura
- Ksenija Marinković kao Ksenija
- Lucija Šerbedžija kao medicinska sestra
- Nenad Cvetko kao učitelj

1. ↑  HAVC • Katalog hrvatskih filmova. havc.hr (engleski). Pristupljeno 18. kolovoza 2025.
2. ↑  Film 'Šuti' podigao je najviše prašine, a njegova serija "Čuvar dvorca" prodana je na svjetsko tržište. www.vecernji.hr. Pristupljeno 18. kolovoza 2025.